# NBC環球
NBC環球集團（英語：NBCUniversal, Inc.）是美國一家集娛樂與傳媒為一身的公司，為全球的客戶提供有關娛樂、新聞和資訊的產品和服務。NBC環球集團擁有一家美國電視網、數家有線電視頻道和諸多美國地方電視台，以及電影製作公司、電視製作公司和主題公園。
NBC環球集團成立於2004年8月，由通用電氣旗下的國家廣播公司和威望迪旗下的威望迪環球娛樂公司合併而成。隨後通用電氣公司和美國有線電視運營商康卡斯特於2009年12月3日宣佈收購NBC環球集團，經過監管機構批准，該交易最終於2010年1月28日完成。在新的NBC環球集團內，康卡斯特集團占股51%，而通用電氣則占股49%。康卡斯特集團原本計劃在七年內逐步收購通用電氣公司手上的NBC環球集團的股份，但是直到2013年2月12日，這個計劃並沒有被啟動。2013年2月12日，康卡斯特集團突然宣佈將在三月底全數收購通用電氣公司手上的全部股份，實現對NBC環球集團的完全掌控。這筆交易最終在2013年3月19日完成。
原本NBC環球集團的標誌是NBC的孔雀標誌與環球影業的地球文字標誌相結合的產物，但是新公司標誌卻在2011年1月由沃爾夫·奧林斯修改完成，以突顯康卡斯特的所有權，同時新標誌也是NBC環球旗下兩大主要品牌的結合。
NBC環球集團的總部位於紐約市曼哈頓中心的洛克菲勒中心。該公司同時也是美國音樂公司兩個後繼者之一，另一個後繼者則是環球音樂集團。

## 公司歷史

### 早年經歷
NBC（全國廣播公司）與環球影業之間的合作最早可以追溯到20世紀50年代，環球傳媒工作室的前身——諷刺劇工作室就為當時的NBC製作了一系列節目，但是它們也為其他電視網製作熱門節目。這種關係一直持續到諷刺劇工作室改組成為環球電視公司，而USA工作室環球影業分離出來後又再度併入到環球電視當中。

### 擴展時代

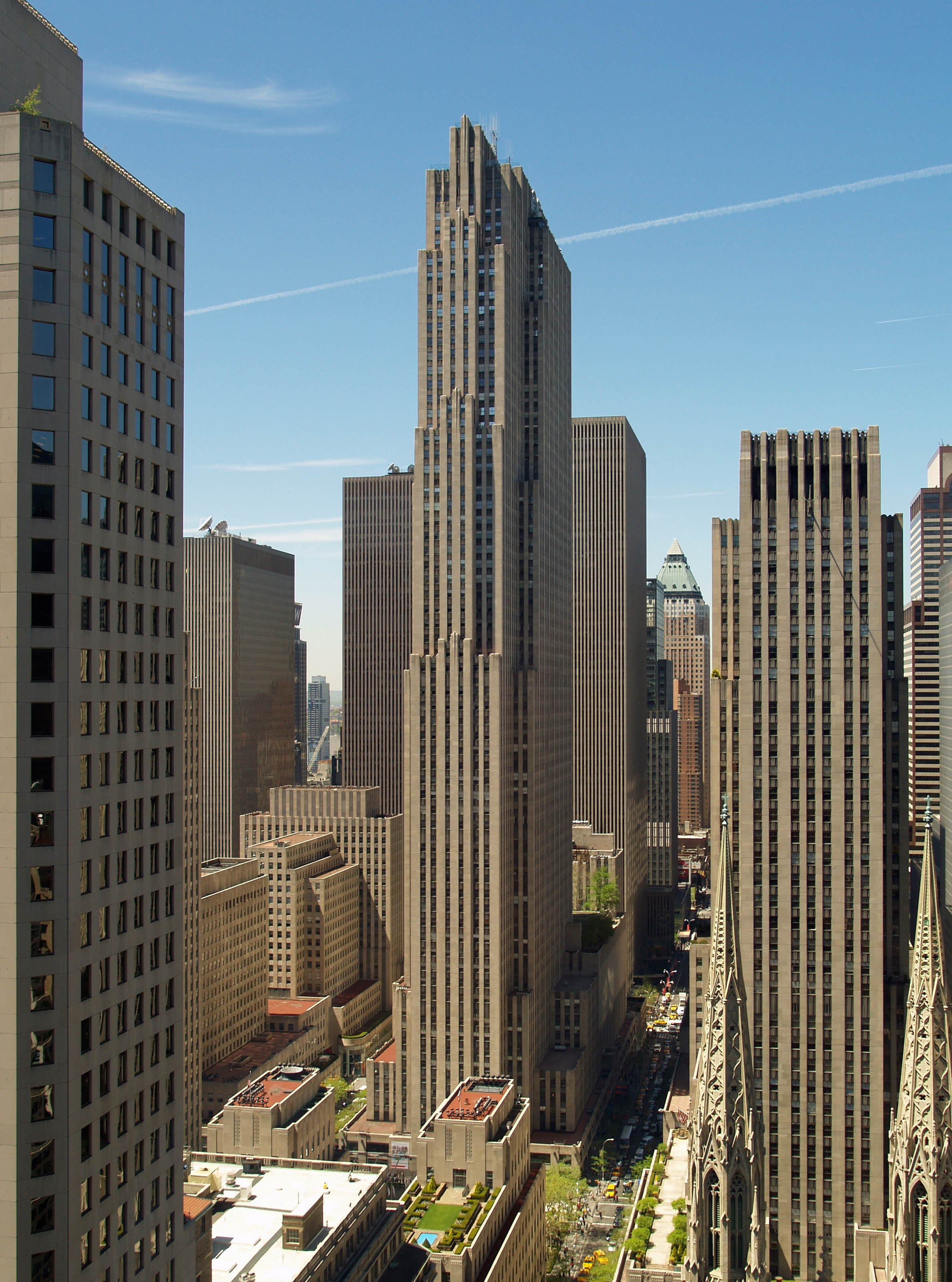
NBC環球集團的總部位於紐約市的GE大樓。

現在NBC環球電視公司的基礎是由當年國家廣播公司的一系列擴展所形成。在20世紀80年代後期，國家廣播公司開始推行多元化經營策略。這其中包括開設了兩條有線電視頻道：CNBC和美國談話頻道；和一些區域性體育頻道或其他有線頻道，例如：美國經典電影頻道和直擊法庭頻道（2006年后更名為“真相頻道”）。
1995年，國家廣播公司開始營運“NBC桌面電視服務”（NBC Desktop Video），這是一種向個人用戶的電腦實時傳送財經及金融新聞節目的影音服務。次年，全國廣播公司與微軟公司達成協議，雙方投資成立一個全新聞的有線電視頻道：MSNBC（該頻道使用的播出網絡即當年的“美國談話頻道”）。同時還與微軟成立一個合資公司用於營運新聞網站MSNBC.com（即現在的NBCNews.com）。
1998年，國家廣播公司與道瓊斯公司達成合作協議，在美國本土以外開始金融新聞服務節目。這些頻道包括NBC歐洲台、CNBC歐洲台、NBC亞洲台、CNBC亞洲台、NBC非洲台和CNBC非洲台。
1999年，國家廣播公司收購了派克斯電視台（即現在的艾恩電視台）所有者派克森集團32%的股份，但是在五年後，國家廣播公司不僅出后了派克斯電視台并中止了與其所有者派克森傳媒集團的合作關係。
2002年，國家廣播公司收購了位於美國的西班牙語電視台Telemundo電視台，其中還包括雙語頻道Mun2電視台。同年，國家廣播公司還收購了精彩電視台。
2012年7月19日，NBC环球集团宣布成立由NBC新闻、CNBC和MSNBC组成的NBC环球新闻集团。
2016年4月28日，NBC环球宣布以38亿美元价格收购梦工场动画。6月21日，美国司法部批准了NBC环球收购梦工厂动画的交易。8月22日，交易正式完成，梦工厂动画成为NBC环球集团的全资子公司。梦工厂动画在2012年时与20世纪福斯签订了五年（2013-2017）的发行协议，而2018年起梦工场动画电影会由环球影业发行。
2017年2月15日，环球影业宣布收购好莱坞电影导演斯皮尔伯格的安培林(Amblin Partners)制片公司的少数股份，意在加强环球影业和安培林之间的关系。
2017年5月10日，NBC环球宣布收购在线平台Craftsy。
2025年5月康卡斯特把包括USA、CNBC、MSNBC、Oxygen、E!、SYFY 和高爾夫頻道在內的有線電視網路，還將容納數位資產Fandango、Rotten Tomatoes、GolfNow、GolfPass和SportsEngine，分拆成新的上市公司Versant 康卡斯特將保留NBCUniversal的NBC廣播電視網路、其電影和電視工作室以及其主題公園

## 公司資產

### 子公司
| - NBC環球電視集團 - NBC廣告銷售公司 - NBC環球電視臺 - 國家廣播公司所有電視臺 - Telemundo電視網所有電視臺 - NBC加盟電視臺 - 電視網調查公司 - NBC環球電視發行公司 - NBC環球數字娛樂公司 - NBC環球電視特案中心 - NBC娛樂公司 - NBC節目中心 - 環球電視公司 - 環球影業 - 焦點影業 - 梦工厂动画 - 工作標題電影公司 - 環球影業家庭娛樂公司 - 環球動畫工作室 - 照明娛樂公司 | - NBC環球有線電視公司 - Syfy頻道 - 冷水機頻道 - Cloo頻道 - E!頻道 - USA電視台 - 環球高清頻道 - 環球有線電視製作公司 - 美國精彩電視台 - 時尚先生電視網（合資） - 氧氣頻道 - 萌芽電視網 - TV One電視網（合資） - 數字互聯網 - 每日甜心 - 方丹戈票務 - 數字鄉村 - 無遺憾電視 - 綜合媒體集團 | - NBC體育集團 - 康卡斯特體育網 - 美國高球頻道 - NBC體育頻道 - NBC體育數字網 - NBC體育聯播網 - NBC環球西班牙裔美國人事業與內容集團 - Telemundo電視台 - mun2電視台 - NBC環球新聞集團 - NBC新聞頻道 - CNBC - MSNBC - 美國天氣頻道（合資） |

- KidsCo
- Friv 3D Series TV
- Craftsy

### 聯合投資
- 聯合國際影業
- 環球小姐組委會

### 主題樂園和度假村
NBC環球集團擁有和授權經營以下主題樂園及度假村：
- 好萊塢環球影城：獨家所有。[18]
- 奧蘭多環球度假村：獨家所有。[19]
- 日本環球影城：獨家所有。[20]
- 新加坡環球影城：授權云顶集团營運。[21]

### 互聯網
串流媒體影音網站Hulu是由NBC環球集團、福斯娛樂集團（已被华特迪士尼公司收购）和迪士尼ABC電視集團聯合投資成立，但是根據康卡斯特與美國聯邦通訊委員會之間的協議，NBC環球集團及康卡斯特集團不得干涉Hulu網站的日常營運。
2020年7月15日，推出線上影音串流媒体服务平台孔雀，屆時NBC環球及全國廣播公司持有版權的節目，將陸續在合約到期後從其他競爭平台下架後在此平台播出。

## 外部連結
- 官方网站